# Лаудермилк, Джон
Джон Д. Лаудермилк (англ. John D. Loudermilk; 31 марта 1934 года, Дарем, штат Северная Каролина — 21 сентября 2016 года) — американский автор-исполнитель, записывавшийся также под псевдонимом Johnny Dee. 

## Музыкальная карьера
Наибольшего успеха в чартах он добился с синглом «Language of Love» (1962), но вошёл в историю прежде всего песнями, написанными для других исполнителей, в числе которых были The Everly Brothers, Чет Аткинс, The Nashville Teens, Paul Revere & the Raiders, Джонни Кэш, Марианн Фэйтфул. Песенное творчество Лаудермилка было неоднородно и в качественном отношении неровно; он (как отмечал Allmusic) охотно штамповал пресные поп-баллады, но при этом мог создать и дельта-блюзовую классику; сама по себе одна уже только «Tobacco Road» «обеспечила ему место в истории популярной музыки».
В 1976 году исполнитель был введён в Зал Славы авторов Нэшвилла (англ. Nashville Songwriters Hall of Fame).

## Наиболее известные композиции
- «A Rose and a Baby Ruth»
- «Ebony Eyes»
- «Google Eye»
- «Indian Reservation»
- «Norman»
- «Paper Tiger»
- «Sad Movies (Make Me Cry)»
- «Talk Back Trembling Lips»
- «Then You Can Tell Me Goodbye»
- «This Little Bird»
- «Thou Shalt Not Steal»
- «Three Stars»
- «Tobacco Road»
- «Turn Me On»
- «Waterloo»
- «Poetry in motion»
- «Indian Outlaw»